# باس ترومان
باس ترومان (بالإنجليزية: Bess Truman) ولدت في ( 13 فبراير 1885م - وتوفيت في 18 أكتوبر 1982م )، زوجة رئيس الولايات المتحدة الثالث والثالثين هاري ترومان، و السيدة الأولى للولايات المتحدة من 1945 حتى 1953.

## روابط خارجية
- باس ترومان على موقع الموسوعة البريطانية (الإنجليزية)
- باس ترومان على موقع مونزينجر (الألمانية)
- باس ترومان على موقع إن إن دي بي (الإنجليزية)